# Karl Malmström
Karl Malmström (n. 27 decembrie 1875, Göteborg, Suedia – d. 6 septembrie 1938, Göteborg, Suedia) a fost un săritor în apă ce a reprezentat Suedia, medaliat olimpic. A participat la o ediție a Jocurilor Olimpice (1908) în care a câștigat o medalie de argint.

## Participări
Lista de mai jos prezintă principalele competiții la care a participat Karl Malmström de-a lungul carierei.
- diving at the 1908 Summer Olympics – men's 10 metre platform[*]